# Bissau-Guinea a 2008. évi nyári olimpiai játékokon
Bissau-Guinea a kínai Pekingben megrendezett 2008. évi nyári olimpiai játékok egyik részt vevő nemzete volt. Az országot az olimpián 2 sportágban 3 sportoló képviselte, akik érmet nem szereztek.

## Atlétika
Férfi

| Versenyző       | Versenyszám | Előfutam | Előfutam | Előfutam | Negyeddöntő | Negyeddöntő | Negyeddöntő | Elődöntő | Elődöntő | Elődöntő | Döntő   | Döntő    |
| Versenyző       | Versenyszám | Idő      | Hely.    | Össz.    | Idő         | Hely.       | Össz.       | Idő      | Hely.    | Össz.    | Idő     | Helyezés |
| --------------- | ----------- | -------- | -------- | -------- | ----------- | ----------- | ----------- | -------- | -------- | -------- | ------- | -------- |
| Holder da Silva | 100 m       | 10,58    | 5.       | 50.*     | kiesett     | kiesett     | kiesett     | kiesett  | kiesett  | kiesett  | kiesett | kiesett  |

Női

| Versenyző      | Versenyszám | Előfutam   | Előfutam | Előfutam | Döntő   | Döntő    |
| Versenyző      | Versenyszám | Idő        | Hely.    | Össz.    | Idő     | Helyezés |
| -------------- | ----------- | ---------- | -------- | -------- | ------- | -------- |
| Domingas Togna | 1500 m      | 5:05,76 NR | 11.      | 33.      | kiesett | kiesett  |

* - egy másik versenyzővel azonos időt ért el

NR - nemzeti rekord

## Birkózás

### Férfi
Szabadfogású

| Versenyző      | Versenyszám | Selejtező         | Nyolcaddöntő                        | Negyeddöntő       | Elődöntő          | Vigaszág első kör | Vigaszág elődöntő | Bronz- mérkőzés   | Döntő             | Helyezés |
| Versenyző      | Versenyszám | Ellenfél Eredmény | Ellenfél Eredmény                   | Ellenfél Eredmény | Ellenfél Eredmény | Ellenfél Eredmény | Ellenfél Eredmény | Ellenfél Eredmény | Ellenfél Eredmény | Helyezés |
| -------------- | ----------- | ----------------- | ----------------------------------- | ----------------- | ----------------- | ----------------- | ----------------- | ----------------- | ----------------- | -------- |
| Augusto Midana | 74 kg       |                   | Gela Szaghirasvili (GEO) · 0-1, 1-2 | kiesett           | kiesett           |                   |                   |                   |                   | 17.      |